# Europa Point
Europa Point er det britiske oversøiske territorium Gibraltars sydligste punkt. Det ligger for enden af Gibraltarklippen, hvor der er et fladt område med en legeplads og flere bygninger. Fra dette punkt kan man på en klar dag se over Gibraltarstrædet til Afrika, herunder Ceuta i Spanien og Rifbjergene i Marokko. Desuden har man mod vest udsigt over Gibraltarbugten til en flere spanske byer.
På Europa Point finder man fire interessante bygninger: Ibrahim-al-Ibrahim-moskeen, den romerskkatolske kirke Shrine of Our Lady of Europe, Europa Point-fyrtårnet og Nun's Well. Europa Point er forbundet med østsiden af klippen med Sandy Bay og Catalan Bay af Dudley Ward Way, der for en stor dels vedkommende er en tunnel. Den var lukket efter et  stenskred, men blev igen åbnet for trafik i 2010.

## Bygninger på Europa Point

### Fyrtårnet
Europa Point-fyrtårnet blev opført af guvernør Alexander Woodford 1838-1841. Det blev fuldautomatiseret i februar 1994 og kan ses 27 km væk. Det er det sydligste fyrtårn, som det britisk fyrvæsen, Trinity House, er ansvarlig for, og det eneste der ikke ligger i Storbritannien.
Gibraltarerne omtaler fyret som "la farola" i den lokale spanske dialekt llanito.

### Ibrahim-al-Ibrahim-moskeen
Ibrahim-al-Ibrahim-moskeen er en gave fra kong Fahd af Saudi-Arabien og blev indviet 8. august 1997. Det tog to år at bygge den, og den kostede omkring £5 millioner. Ud over selve moskeen indeholder komplekset også skole, bibliotek og foredragssal. Det er den eneste moske, der er opført med dette formål i Gibraltar, hvor der bor omkring 2000 muslimer.

### Shrine of Our Lady of Europe
Da spanierne 20. august 1462 på  Bernhard af Clairvaux' helgendag, generobrede Gibraltar fra maurerne, fandt de en lille moske på Europa Point, og den omdannede de til en kristen helligdom til Vor Frue som beskytter for Europa med fromme ønsker om at indvi hele kontinentet til Gud gennem Maria fra et sted med bøn og tilbedelse på kontinentets sydligste spids.
Spanierne byggede derpå et stort kapel i en ret vinkel ud fra moskeens østmur, og hele området blev langt senere til Shrine of Our Lady of Europe. Der blev opsat en statue af Maria med Jesusbarnet ved denne kirke. Statuen var 0,6 m høj, udskåret i træ og malet i de kongelige farver rød, blåt og guld. Jomfru Maria sad på en simpel stol med barnet på sit skød. Begge bar krone, og Maria holdt i sin højre hånd et scepter med tre blomster symboliserende kærlighed, sandhed og retfærdighed. Helligdommen voksede i berømmelse og popularitet gennem et par århundreder. Skibe, der passerede Europa Point, hilste ofte på Our Lady, og mange sømænd gik i land med gaver til kirken. Der blev sørget for, at der konstant var olie, så der kunne holdes ild i både en lampe foran statuen og en i tårnet.
I 1979 godkendte pave Johannes Paul 2. officielt Our Lady of Europe som beskytter af Gibraltar; så blev kirken restaureret.

### Nun's Well
Nun's Well er et gammelt underjordisk vandreservoir på Europa Point. Den ligger ved Europa New Road ved boligområdet Europa Flats. 
I vore dage er der adgang til cisternen via en platform med en trappe på østsiden af bygningen. Trappen støder op til hovedbygningen, der kan ligne en borg, og som nu er ret forfalden. Der vides ikke så meget om oprindelsen af den kilde, der ligger under jorden, men det menes, at den stammer fra maurertiden. Der findes to kamre, og de har primært været brugt til vandforsyning til Gibraltar, også til de britiske soldater efter erobringen af territoriet. Vandet har også været anvendt til ølbrygning. 

## Galleri
- Udsigt over Europa Point og Gibraltarklippen fra Gibraltarstrædet.
- Udsigt til Rifbjergene i Nordafrika over Gibraltarstrædet fra Europa Point.
- Europa Point mod Middelhavet
- Europa Point-fyrtårnet